# Giải vô địch bóng đá U-17 châu Á 1990
Giải vô địch bóng đá U-17 châu Á 1990

## Thành phần tham dự
- Trung Quốc
- Ấn Độ
- Indonesia
- Jordan
- Hàn Quốc
- Qatar
- UAE (chủ nhà)

## Vòng bảng
Tất cả các trận đấu diễn ra tại Dubai và Shariah, UAE từ ngày 19 đến ngày 29 tháng 10 năm 1990

### Bảng A
| Đội        | Điểm | Trận | Thắng | Hòa | Thua | Bàn thắng | Bàn thua |
| ---------- | ---- | ---- | ----- | --- | ---- | --------- | -------- |
| UAE        | 5    | 3    | 2     | 1   | 0    | 8         | 1        |
| Trung Quốc | 5    | 3    | 2     | 1   | 0    | 6         | 1        |
| Ấn Độ      | 2    | 3    | 1     | 0   | 2    | 2         | 6        |
| Jordan     | 0    | 3    | 0     | 0   | 3    | 1         | 9        |

| UAE | 3 - 0 | Ấn Độ |

| Trung Quốc | 3 - 0 | Jordan |

| Trung Quốc | 3 - 1 | Ấn Độ |

| UAE | 5 - 1 | Jordan |

| Ấn Độ | 1 - 0 | Jordan |

| UAE | 0 - 0 | Trung Quốc |

### Bảng B
| Đội       | Điểm | Trận | Thắng | Hòa | Thua | Bàn thắng | Bàn thua |
| --------- | ---- | ---- | ----- | --- | ---- | --------- | -------- |
| Qatar     | 3    | 2    | 1     | 1   | 0    | 3         | 0        |
| Indonesia | 2    | 2    | 0     | 2   | 0    | 1         | 1        |
| Hàn Quốc  | 1    | 2    | 0     | 1   | 1    | 1         | 4        |

| Hàn Quốc | 1 - 1 | Indonesia |

| Qatar | 3 - 0 | Hàn Quốc |

| Qatar | 0 - 0 | Indonesia |

## Đấu loại trực tiếp

### Bán kết
| UAE | 2 - 0 | Indonesia |

| Qatar | 1 - 0 | Trung Quốc |

### Tranh hạng ba
| Trung Quốc | 5 - 0 | Indonesia |

### Chung kết
| Qatar | 2 - 0 | UAE |

## Đội vô địch
| Vô địch giải bóng đá U-17 châu Á 1990: Đội tuyển bóng đá U-17 Qatar Lần đầu tiên |

## Các đội dự giải vô địch U-17 thế giới 1991
- Trung Quốc
- Qatar
- UAE